# Izz ad-Din al-Qassam

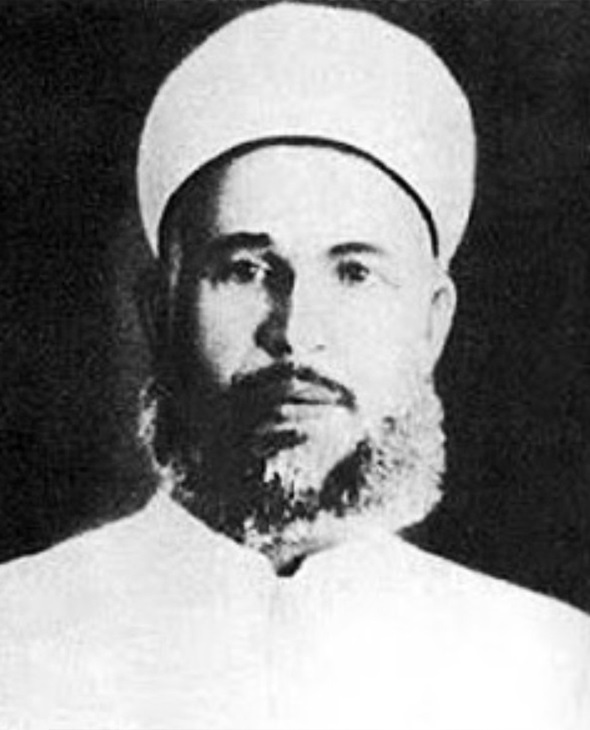
Izz ad-Din al-Qassam

Scheich Izz Abd al-Kader Mustafa Yusuf ad-Din al-Qassam oder Isaddin al-Kassam (arabisch عزّ الدين القسّام, DMG ʿIzz ad-Dīn al-Qassām; * 1882 in Dschabla bei Latakia, Osmanisches Reich; † 20. November 1935 in Palästina) war ein einflussreicher islamistischer Geistlicher während der Zeit des britischen Kolonialmandats in Palästina nach dem Ersten Weltkrieg (1917–1918). Er war ein militanter Gegner der britischen Kolonialmacht und der zionistischen Bewegung und ein Kritiker der landbesitzenden arabischen Elite in Palästina, der Ende 1935 bei Dschenin von britischen Soldaten erschossen wurde. Nach ihm wurden die Qassam-Brigaden und die Qassam-Raketen der Hamas benannt.

## Leben

### Syrien
Al-Qassam wurde als Sohn eines Lehrers in dem Dorf Dschabla bei Latakia in der osmanischen Provinz Syrien geboren. Er absolvierte ein Studium zum muslimischen Gelehrten an der al-Azhar-Universität in Kairo. Er kehrte in sein Dorf zurück und übernahm eine Stellung als Imam der örtlichen Moschee.
1911 drangen italienische Truppen im italienisch-türkischen Krieg in Libyen ein, um das Gebiet dem Osmanischen Reich zu entreißen. Die dort ansässigen Araber betrachteten die Italiener nicht als Befreier, sondern leisteten zusammen mit den osmanischen Truppen Widerstand. Italien reagierte mit Massenhinrichtungen und Gräueltaten an der arabischen Zivilbevölkerung. In dieser Situation proklamierte al-Qassam den Dschihad (Heiliger Krieg) an der Seite des osmanischen Reiches. Ihm und seinen Gefolgsleuten wurde jedoch von den türkischen Behörden die Ausreise ins Kriegsgebiet Libyen verweigert. Während des Ersten Weltkriegs meldete sich Al-Qassam freiwillig zum osmanischen Heer. Er diente als Feldgeistlicher in einem Armeelager in Syrien.
Als der Zusammenbruch des Osmanischen Reiches für Al-Qassam absehbar wurde, zog er sich in sein Heimatdorf zurück. Dort versuchte er die Dorfbewohner zum bewaffneten Aufstand gegen die europäischen Mächte Großbritannien und Frankreich zu bewegen. Diese Mächte hatten im geheimen Sykes-Picot-Abkommen Teile des Nahen Ostens unter sich aufgeteilt, wobei Frankreich die Herrschaft über Syrien und den Libanon zugesichert wurde. Das Sykes-Picot-Abkommen stand inhaltlich mit der Hussein-McMahon-Korrespondenz der Jahre 1915–1916 im Widerspruch. In dieser Korrespondenz wurde den Arabern die Unterstützung Großbritanniens im Falle einer Revolte gegen das Osmanische Reich zugesagt und die Anerkennung einer anschließenden arabischen Unabhängigkeit in Aussicht gestellt. Al-Qassam versuchte sich der Regierung von Faisal I. über Syrien anzuschließen. Nach der Niederschlagung des Königreichs Syrien durch Frankreich und Faisals Emigration in den Irak setzte sich Al-Qassam mit seiner Familie in das britisch-kontrollierte Mandatsgebiet Palästina ab.

### Palästina
Al-Qassam ließ sich in Haifa nieder und wurde rasch Imam an der Istiqlal-Moschee. Er erhielt auch eine formelle Bestellung zum muslimischen Standesbeamten, die ihm viele gesellschaftliche Kontakte einbrachte. Ebenso war er der Mitbegründer einer lokalen Organisation junger muslimischer Männer deren Präsident er wurde. Al-Qassam predigte den gewaltsamen Widerstand gegen die von ihm als neue Kreuzritter bezeichneten Kolonialmächte und rief zum Heiligen Krieg auf. Ebenso wandte er sich gegen den Materialismus der Oberschichten, welche dem Heiligen Krieg abträglich sei. Seine Tätigkeit führte ihn vor allem unter die Armen und Gescheiterten der Gesellschaft, die er als am ehesten begeisterungsfähig für seine Ideen ansah. Während der 1930er Jahre nahm er Kontakte zum faschistischen Italien auf. Die erhoffte Hilfe blieb jedoch aus. Ein Versuch, Hilfe aus Deutschland nach 1933 zu bekommen, stieß auf kein Interesse. Schließlich traf er eine politische Allianz mit Mohammed Amin al-Husseini, dem Mufti von Jerusalem.

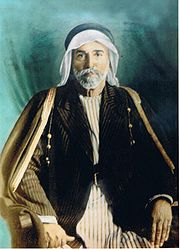
Prinz Rashid Al-Khuzai Al Fraihat (1850–1957), Emir des Sandschak von Adschlun, folgte Al-Qassams Aufruf und versorgte ihn mit Schutz, Geld und Waffen

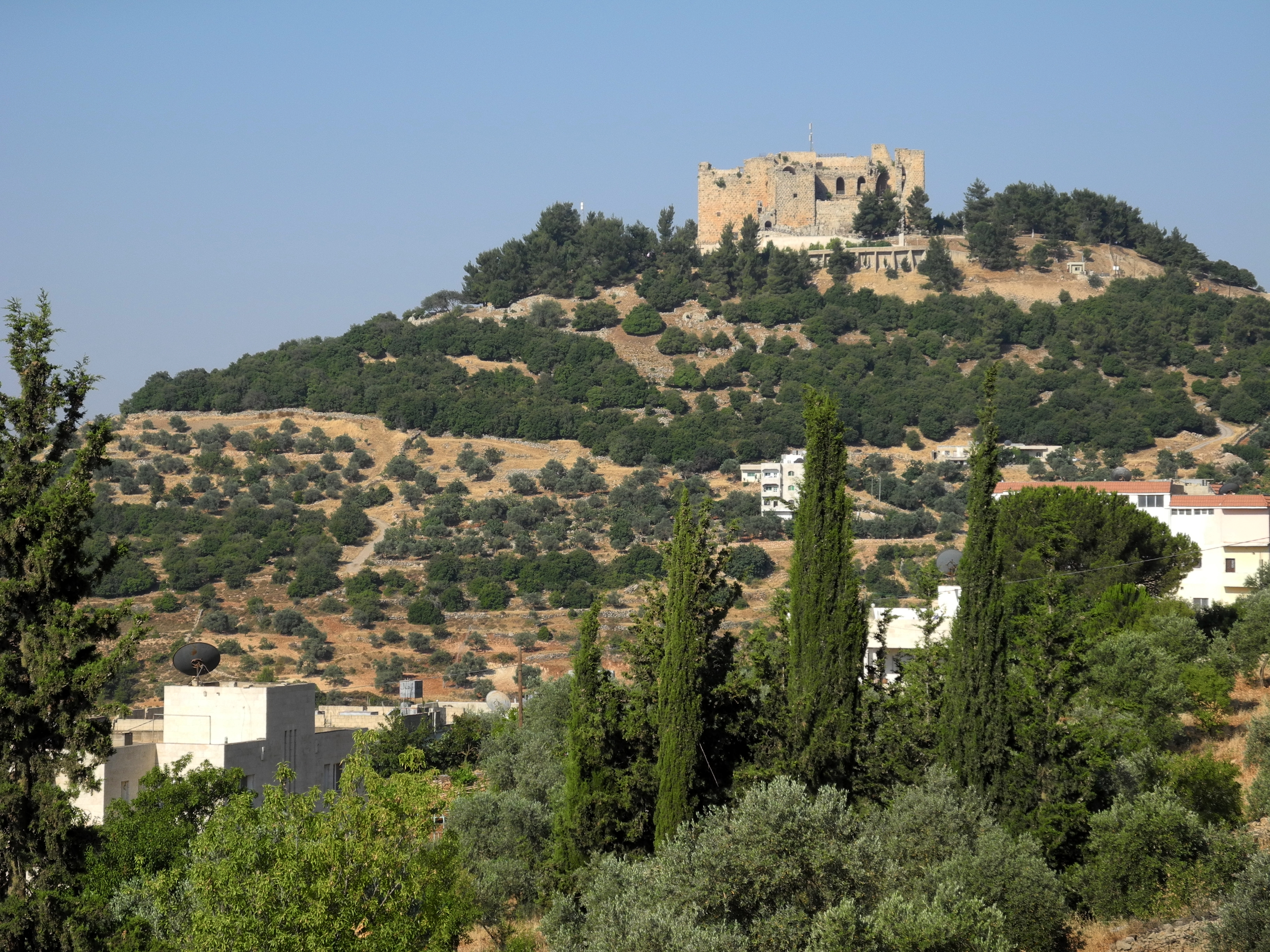
Festung Adschlun

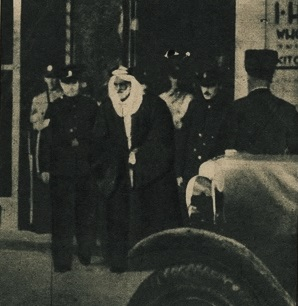
Scheich Farhan Al-Saadi, Nachfolger von Al-Qassam und einer der Anführer der Palästina-Revolution 1936–1939

In den 1930er Jahren nahmen die Spannungen zwischen jüdischen Siedlern, Palästinensern und Briten zu. 1917 hatte die britische Regierung zionistische. Organisationen eine „nationale Heimstätte“ in Palästina zugesichert (Balfour-Deklaration) und so deren Unterstützung im Weltkrieg erhalten. Nach dem Krieg wurde das Osmanische Reich aufgeteilt und Palästina durch die Briten im Namen des Völkerbundes verwaltet. Die jüdische Einwanderung nahm nun bedeutend zu.
In diesen Jahren begann Al-Qassam mit der Umsetzung seines bereits 1925 entwickelten Fünf-Stufen-Plans zur Vertreibung der Juden. Zu diesem Zweck bildete er im Untergrund tätige Zellen zu je fünf Mitgliedern. Im April 1931 töteten diese drei Angehörige eines Kibbuz. Zwei weitere Juden wurden im Januar und im März 1932 getötet. Im Dezember 1932 waren im Jesreel-Tal ein Bauer und sein achtjähriger Sohn die weiteren Opfer ihrer Angriffe. Am 18. Oktober 1935 entdeckten arabische Hafenarbeiter in Haifa auf einem belgischen Schiff eine große Ladung Waffen und Munition, die jüdische Schmuggler als Zement ausgewiesen hatten. Palästinensische Arbeiter verkündeten einen sofortigen Generalstreik und Al-Qassam rief die Araber zum bewaffneten Kampf gegen die jüdischen Siedler und die britische Mandatsmacht auf.
Al-Qassams Untergrundorganisation „Die Schwarze Hand“ (arabisch: al Kaf Al-Aswad) soll zu dieser Zeit 200–800 Mitglieder gezählt haben, doch begleiteten ihn nur 12 Männer bei seinen weiteren Aktionen. Eine davon war die Tötung des Polizisten Moshe Rosenfeld auf dem Berg Gilboa am 7. November 1935. Nachdem Al-Qassam von den Mandatsbehörden zur Fahndung ausgeschrieben worden war, zog er sich mit zuletzt sieben Männern in die Hügellandschaft um Dschenin zurück. Nach einem Schusswechsel seiner Gefolgsleute mit der Mandatspolizei wurde er von britischen Soldaten binnen weniger Tage aufgespürt und in einem Feuergefecht erschossen. Nach seinem Tod kam es in mehreren Städten in Palästina und Syrien zu Streiks und Solidaritätskundgebungen der mit ihm sympathisierenden arabischen Bevölkerung.
Sheikh Farhan al-Saadi wurde sein Nachfolger. Er nahm an nationalen Konferenzen und Demonstrationen gegen das britische Kolonialmandat und an den palästinensischen Aufstand von 1929 und von 1936 teil. Er wurde von einem britischen Militärgericht in Haifa zum Tode verurteilt und am 22. November 1937 im Alter von 80 Jahren während des Ramadan-Fastens hingerichtet.

## Rezeption

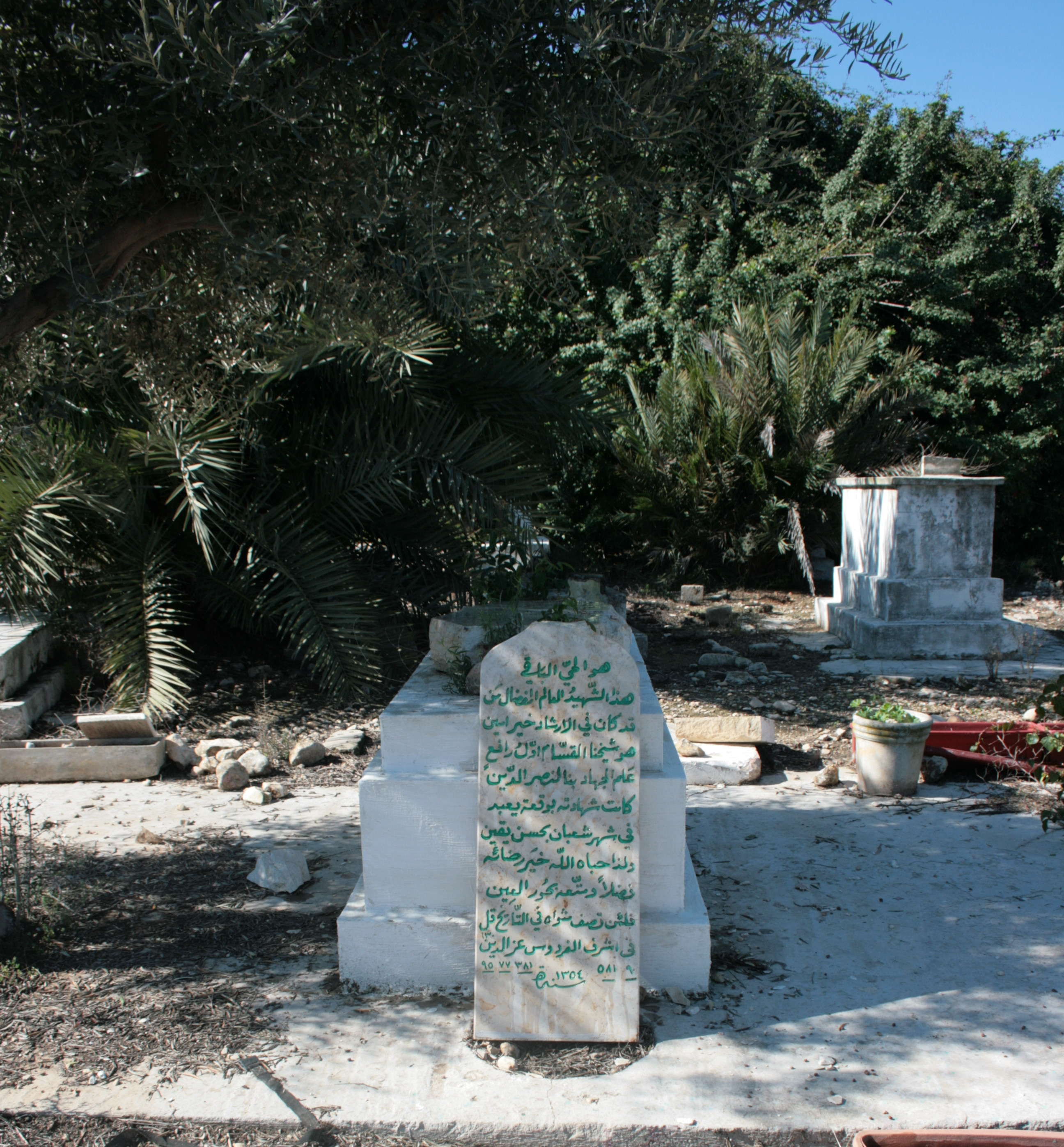
Das Izzedine-Grab

Al-Qassam ist auf dem islamischen Friedhof in Nescher, einer Nachbarstadt von Haifa, bestattet.
Al-Qassams Begräbnis zog tausende Menschen an und geriet zu einer politischen Demonstration. Al-Qassam wurde infolgedessen innerhalb der palästinensischen Gesellschaft zum Nationalhelden und muslimischen Märtyrer stilisiert.
Nach ihm benannt sind die Qassam-Brigaden und die Qassam-Raketen der Hamas.